# Elgin (comté de Kershaw, Caroline du Sud)
Pour les articles homonymes, voir Elgin.
Elgin est une ville située dans le comté de Kershaw, dans l’État de Caroline du Sud, aux États-Unis. Lors du recensement de 2020, elle comptait 1 634 habitants.